# Janovská lípa
Janovská lípa v Janově, je pravděpodobně nejmohutnějším památným stromem okresu Bruntál. Nachází se také v etnickém regionu Horní Slezsko. I přes svůj vysoký věk a rozměry byla jako památný strom dlouho opomíjena. To se změnilo až její nominací do ankety Strom roku.

## Základní údaje
- název: Janovská lípa
- výška: 23 m[1], 25 m (2006)[2]
- obvod: 880 cm[1], 955 cm (2006)[2]
- šířka koruny: 18 m (2006)[2]
- věk: 1000 let (odhad 1928), cca 500 let (odhad 2006)[2]
- kandidát ankety Strom roku 2010
- sanace: ano (vyčištění dutiny, ukotvení větví)
- souřadnice: 50°14′33.10″N 17°28′17.49″E

Lípa roste při úpatí svahu nedaleko domu č. 120.

## Stav stromu a údržba
Rozměrný kmen obsahuje otevřenou a dosud (2010) nezastřešenou dutinu. Kmen i koruna jsou původní. V minulosti byla dutina vyčištěna a větve zpevněny stahovacími popruhy.

## Historie a pověsti
Před odsunem roku 1945 vzpomínala Janovská rodačka na příběh, který zažila její matka jako roční dítě. Za prusko-rakouské války v roce 1866 obsadili v létě město Prusové. Mladá matka s roční dcerou si tehdy sice stihla sbalit věci, ale už nestačila utéct. V zoufalství se schovala v dutině staré lípy, protože měla strach z vojáků, o kterých slyšela, že rabují a plení. Vojáci se ale nakonec ukázali být velmi slušní a dokonce pomáhali místním se sklizní.

## Památné a významné stromy v okolí
- Arnultovická lípa
- Tři smrky u Svinného potoka
- Kaštan u Velobelu
- Lípa na Mizerichu
- Červený dub v Sokolské ulici
- Kaštany u kostela (3 ks)